# Hexetidin
Hexetidin ist ein Antiseptikum, das in 0,1 bzw. 0,2%iger Lösung im Mund- und Rachenraum angewendet wird. Es ist als Gurgellösung und als Spray erhältlich.

## Chemische Eigenschaften
Hexetidin ist ein Hexahydro-Pyrimidin-Derivat. Es ist eine amphiphile Verbindung.

## Analytik
Zur Charakterisierung der Substanz wurden folgende Verfahren eingesetzt:  UV-Spektroskopie, Infrarotspektroskopie, Kernspinresonanzspektroskopie, Massenspektrometrie, Gaschromatographie und Dünnschichtchromatographie Zur Analytik der Substanz und von möglichen Zersetzungsprodukten kann die Kapillarelektrophorese eingesetzt werden.

## Wirkung
Hexetidin hat ein breites antiseptisches Wirkungsspektrum gegen Bakterien und Pilze, jedoch vorwiegend gegen grampositive Bakterien. Außerdem hat es lokalanästhetische, adstringierende und desodorierende Wirkungen.

## Handelsnamen
Monopräparate
Drossadin (CH), Hexoral (D, A), Hextril (CH), Isozid-H (A), Vagi-Hex (D, CH), Oraldene (GB)